# Луштадт

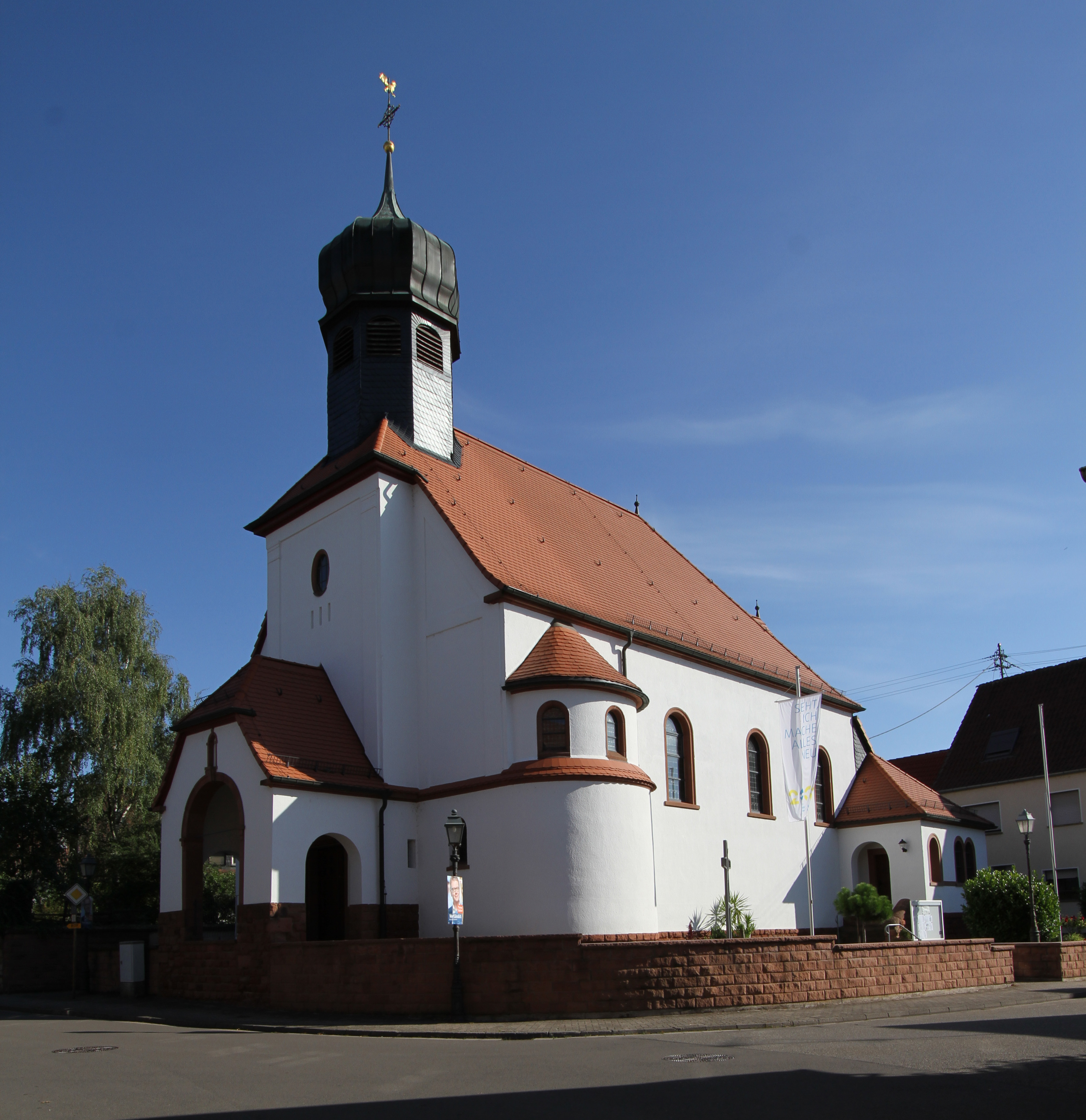

Луштадт (нем. Lustadt) — коммуна в Германии, в земле Рейнланд-Пфальц. 
Входит в состав района Гермерсхайм. Подчиняется управлению Лингенфельд.  Население составляет 3186 человек (на 31 декабря 2010 года). Занимает площадь 23,78 км².
Коммуна подразделяется на 2 сельских округа.